# 雙刃骨螺
雙刃骨螺，又名雙刃小法螺，为骨螺科雙刃骨螺屬下的一个种。